# Laoszban történt légi közlekedési balesetek listája
A Laoszban történt légi közlekedési balesetek listája mind a halálos áldozattal járó, mind pedig a kisebb balesetek, meghibásodások miatt történt, gyakran csak az adott légiforgalmi járművet érintő baleseteket is tartalmazza évenkénti bontásban.

## Laoszban történt légi közlekedési balesetek

### 2014
- 2014. május 17., Baan nadi. A Laoszi Nemzeti Felszabadítási Hadsereg Légierejének Antonov 74TK-300 típusú, RDPL-34020 lajstromjelű repülőgépe lezuhant. A balesetben 16 fő vesztette életét, egyetlen fő élte túl a becsapódást.[1]